# Straßen und Plätze in Ludwigshafen am Rhein/C

## Carl-Auer-Straße
67063 Ludwigshafen-Friesenheim
Carl Auer von Welsbach war ein österreichischer Chemiker und Unternehmer. Er war Gründer der Treibacher Industrie AG und der Auer-Gesellschaft in Berlin.
Die Carl-Auer-Straße ist eine Verbindungsstraße von Bremserstraße und Benzstraße.

## Carl-Bosch-Straße
67063 Ludwigshafen-Friesenheim
Carl Bosch war im Dritten Reich Wehrwirtschaftsführer. Bosch erhielt 1931 zusammen mit Friedrich Bergius den Nobelpreis für Chemie „für ihre Verdienste um die Entdeckung und Entwicklung der chemischen Hochdruckverfahren“.
Die Carl-Bosch-Straße wurde Mitte des 19. Jahrhunderts im Zusammenhang mit dem Bau der Badischen Anilin- & Soda-Fabrik angelegt. 1885 hieß sie Friesenheimer Straße, bis sie 1962 nach dem BASF-Chemiker Carl Bosch umbenannt wurde.
Sie begann ursprünglich an der Von-der-Tann-Straße, bis der erste Teilabschnitt im Jahr 1989 in Dessauer Straße umbenannt wurde.

## Carl-Clemm-Straße
67063 Ludwigshafen-Friesenheim 
Carl Clemm war ein deutscher Unternehmer und Politiker.

## Carl-Friedrich-Gauß-Straße
67063 Ludwigshafen-Hemshof
Carl Friedrich Gauß war ein deutscher Mathematiker, Astronom, Geodät und Physiker mit einem breit gefächerten Feld an Interessen.

## Carl-Wurster-Platz
67063 Ludwigshafen-Hemshof
Carl Wurster war ein deutscher Chemiker und Wehrwirtschaftsführer.
Er war im  Verwaltungsrat der Deutschen Gesellschaft für Schädlingsbekämpfung (Degesch), die als Patentinhaberin an der Herstellung von Zyklon B beteiligt war. 
Im I.G.-Farben-Prozess wurde Wurster 1948 in allen Anklagepunkten freigesprochen. Nach der Neugründung der BASF AG 1952 wurde Wurster zum Vorstandsvorsitzenden bestellt.

## Carolistraße
67067 Ludwigshafen-Rheingönheim 

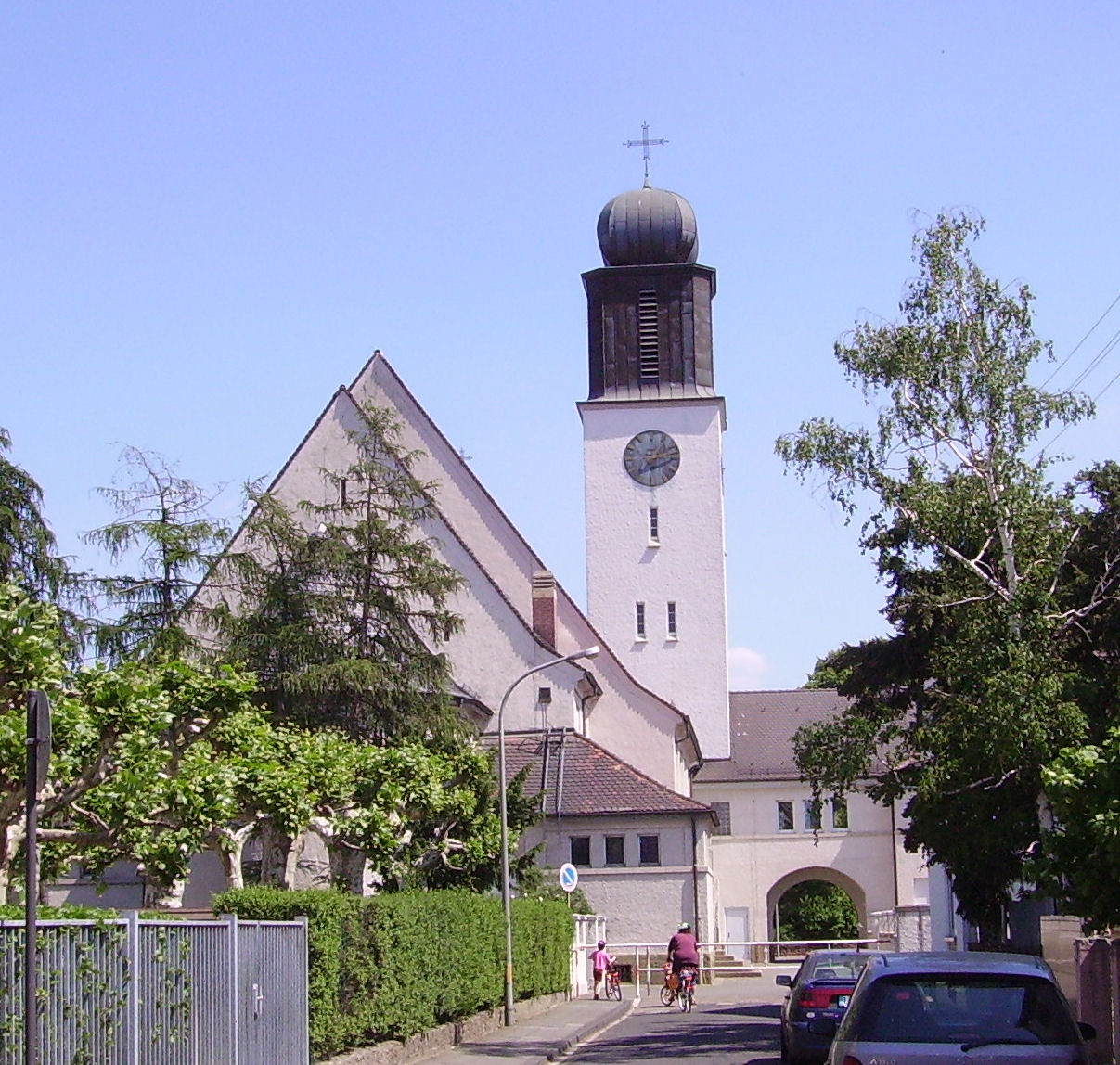
St. Joseph

Der Rheingönheimer Pfarrer Wilhelm Caroli wurde im Jahr 1937 von den Nationalsozialisten wegen Kanzelmissbrauchs zu acht Monaten Gefängnis verurteilt und verhungerte 1942 im Konzentrationslager Dachau.
Die Carolistraße, früher Kirchstraße, ist eine Straße die von der Hauptstraße in Rheingönheim nach Norden abzweigt.
An der Carolistraße steht die katholische Sankt Josephskirche, die in den Jahren 1914 und 1915 als Frühwerk des Würzburger Architekten Albert Boßlet erbaut wurde. Sie wurde im Zweiten Weltkrieg durch Luftangriffe zerstört und in den 1950er Jahren neu eingeweiht.

## Christian-Weiß-Straße
67059 Ludwigshafen-West
Christian Samuel Weiss war ein Mineraloge und Kristallograph.
Die Christian-Weiß-Straße führt parallel zur Teufelsbrücke (Schänzeldamm) von der Bruchwiesenstraße 
nach Südosten.

## Christine-Teusch-Anlage
67067 Ludwigshafen-Rheingönheim
Christine Teusch war eine Politikerin der Zentrumspartei und der CDU und Kultusministerin in Nordrhein-Westfalen.
Die Christine-Teusch-Anlage ist eine Straße im Süden des Ortsteils Rheingönheim.

## Christoph-Kröwerath-Straße
67071 Ludwigshafen-Notwende
Die Christoph-Kröwerath-Straße ist eine Straße im Osten des Stadtteils Notwende.

## Claudiusstraße
67067 Ludwigshafen-Rheingönheim
Tiberius Claudius Caesar Augustus Germanicus war der vierte römische Kaiser der julisch-claudischen Dynastie. 
Die Claudiusstraße ist eine Straße im Südwesten des Ortsteils Rheingönheim. Der Straßenname erinnert an die römische Vergangenheit Rheingönheims.

## Clodwigweg
67071 Ludwigshafen-Ruchheim
Chlodwig I. war ein fränkischer König aus der Dynastie der Merowinger.
Der Clodwigweg ist ein Weg im Südosten des Stadtteils Ruchheim.

## Comeniusstraße
67071 Ludwigshafen-Oggersheim

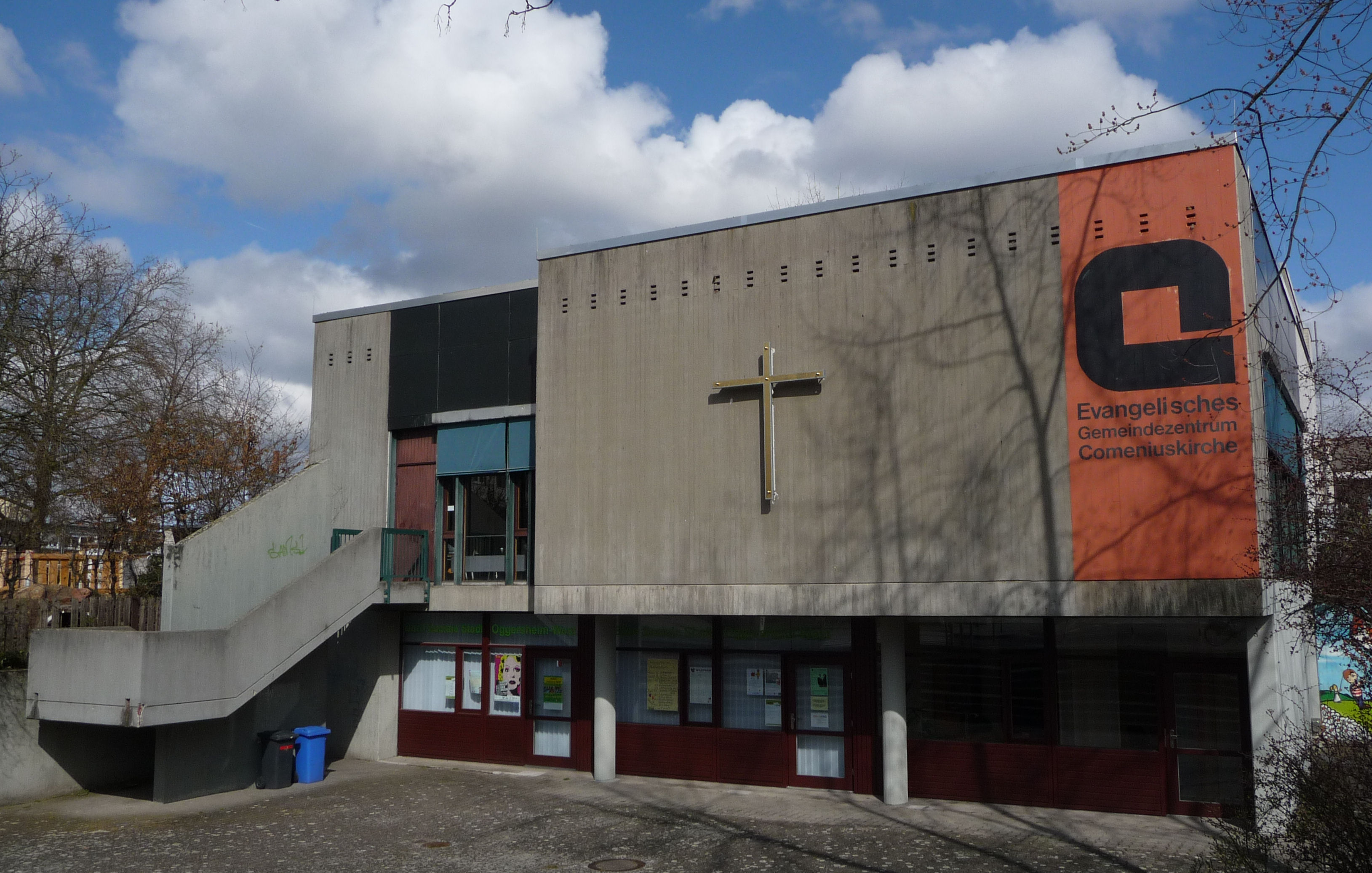
Comeniuskirche

Johann Amos Comenius war ein tschechischer Philosoph, Theologe und Pädagoge.
Die Comeniusstraße ist eine Straße im Stadtteil Oggersheim, die von der Raiffeisenstraße wegführt und dann in die Adolf-Diesterweg-Straße einmündet.
An der Comeniusstraße steht die protestantische Comeniuskirche, die im Jahr 1968 vom Mannheimer Architekten Helmut Striffler gebaut wurde.

## Cordovastraße
67071 Ludwigshafen-Oggersheim
Die Cordovastraße ist eine Straße zwischen Schillerstraße und Niedererdstraße in Oggersheim. Namensgeber ist der spanische General aus dem Dreißigjährigen Krieg namens Gonzalo Fernández de Córdoba, der in der Geschichte um Hans Warsch eine tragende Rolle spielt. Don Cordova war im Jahr 1621 vom Kaiser beauftragt, die Pfalz einzunehmen. Als er sich anschickte, die Stadt Frankenthal zu belagern, lagerte er in der Nähe von Oggersheim, dessen wohlhabendere Bewohner alle mit ihren Habseligkeiten nach Mannheim flüchteten. Auch die ärmeren Bewohner flohen schließlich.
So blieb in der Stadt nur der Schafhirt Hans Warsch mit seiner hochschwangeren Frau und seiner Familie zurück. Warsch vereinbarte die Übergabebedingungen unter der Bedingung, dass seine Familie verschont würde. Als ihm dies zugesagt war, öffnete er das Stadttor und ließ die Spanier einziehen.
Einige Zeit später bekam Hans Warsch's Frau ein Kind, dessen Patenschaft Don Cordova übernahm.

## Croissant-Rust-Straße
67065 Ludwigshafen-Mundenheim
Anna Croissant-Rust war eine Schriftstellerin, die mit ihrem Ehemann, den Ingenieur Hermann Croissant 1895 nach Ludwigshafen zog, wo ihr Ehemann mit der Leitung eines Gaswerks betraut worden war.